# Rari Nantes Crotone
L'Associazione Sportiva Dilettantistica Rari Nantes "Lucio Auditore" Crotone, o più semplicemente Rari Nantes Crotone (attualmente nota come Metal Carpenteria Rari Nantes Crotone per ragioni di sponsor), è una società polisportiva italiana di pallanuoto e nuoto con sede a Crotone.
Gioca le partite casalinghe nella Piscina Olimpionica Città di Crotone.

## Storia
Fondata nel 1946, è affiliata alla FIN dal 31 dicembre 1949. Nella stagione 2018-2019 ha disputato il suo primo campionato di Serie A2, conquistandola nuovamente nella stagione 2022-2023.
Nell'ottobre 2024 annuncia che non si iscriverà al campionato di Serie A2.

La stella d'oro al merito sportivo, assegnato dal CONI nel 2010.

## Rosa maschile

### 2021/2022
| N° |                    | Ruolo | Giocatore            |
| -- | ------------------ | ----- | -------------------- |
|    | Italia (bandiera)  | P     | Domenico Ruggiero    |
|    | Italia (bandiera)  | P     | Simone Sibilla       |
|    | Italia (bandiera)  | D     | Giuseppe Candigliota |
|    | Italia (bandiera)  | D     | Marco Tagliaferri    |
|    | Italia (bandiera)  | D     | Andrea Ferrucci      |
|    | Italia (bandiera)  | D     | Mattia Cavallaro     |
|    | Italia (bandiera)  | D     | Enrico Trebino       |
|    | Croazia (bandiera) | CV    | Renè Bezic           |
|    | Italia (bandiera)  | CV    | Fabrizio Fusto       |
|    | Italia (bandiera)  | CV    | Davide De Lucia      |

| N° |                   | Ruolo | Giocatore             |
| -- | ----------------- | ----- | --------------------- |
|    | Italia (bandiera) | CV    | Ruben Riolo           |
|    | Italia (bandiera) | CB    | Gabriel Namar         |
|    | Italia (bandiera) | CB    | Francesco Pellegrini  |
|    | Italia (bandiera) | CB    | Francesco Lacaria     |
|    | Italia (bandiera) | A     | Aldo Amatruda         |
|    | Italia (bandiera) | A     | Nicolas Cavallaro     |
|    | Italia (bandiera) | A     | Giuseppe Scaramuzzino |
|    | Italia (bandiera) | A     | Raffaele Cusmanno     |
|    | Italia (bandiera) | A     | Alessandro Caliogna   |

### 2019/2020
| N° |                   | Ruolo | Giocatore            |
| -- | ----------------- | ----- | -------------------- |
|    | Italia (bandiera) | P     | Simone Sibilla       |
|    | Italia (bandiera) | D     | Giuseppe Candigliota |
|    | Italia (bandiera) | D     | Mattia Cavallaro     |
|    | Italia (bandiera) | CV    | Riccardo Spadafora   |
|    | Italia (bandiera) | CB    | Gabriel Namar        |
|    | Italia (bandiera) | CB    | Francesco Graziano   |

| N° |                   | Ruolo | Giocatore        |
| -- | ----------------- | ----- | ---------------- |
|    | Italia (bandiera) | CB    | Mario Lucanto    |
|    | Italia (bandiera) | A     | Paolo Morrone    |
|    | Italia (bandiera) | A     | Aldo Amatruda    |
|    | Italia (bandiera) | A     | Federico Latanza |
|    | Italia (bandiera) | A     | Vincenzo Arcuri  |
|    | Russia (bandiera) | A     | Petr Markoch     |

| Allenatore: | Francesco Arcuri |

### 2017/2018
| N° |                    | Ruolo | Giocatore            |
| -- | ------------------ | ----- | -------------------- |
|    | Italia (bandiera)  | P     | Mattia Conti         |
|    | Italia (bandiera)  | P     | Pasquale Palermo     |
|    | Italia (bandiera)  | P     | Simone Sibilla       |
|    | Italia (bandiera)  | D     | Giuseppe Candigliota |
|    | Italia (bandiera)  | D     | Bruno Ciligot        |
|    | Italia (bandiera)  | D     | Mattia Cavallaro     |
|    | Italia (bandiera)  | CV    | Riccardo Spadafora   |
|    | Croazia (bandiera) | CV    | Renè Bezić           |
|    | Italia (bandiera)  | CV    | Daniele Fusto        |
|    | Italia (bandiera)  | CB    | Gabriel Namar        |

| N° |                   | Ruolo | Giocatore          |
| -- | ----------------- | ----- | ------------------ |
|    | Italia (bandiera) | CB    | Francesco Graziano |
|    | Italia (bandiera) | CB    | Gianmarco Manna    |
|    | Italia (bandiera) | CB    | Mario Lucanto      |
|    | Italia (bandiera) | CB    | Gianmarco Fusto    |
|    | Italia (bandiera) | A     | Paolo Morrone      |
|    | Italia (bandiera) | A     | Matteo Chiodo      |
|    | Italia (bandiera) | A     | Cesare Labonia     |
|    | Italia (bandiera) | A     | Aldo Amatruda      |
|    | Italia (bandiera) | A     | Federico Latanza   |
|    | Italia (bandiera) | A     | Vincenzo Arcuri    |

| Allenatore: | Francesco Arcuri |

## Palmarès

### Trofei giovanili
- Campionato italiano maschile U-17 B: 1

2019